# Jimmy Scott
Jimmy Scott, známý jako Little Jimmy Scott (17. července 1925, Cleveland, Ohio, USA – 12. června 2014) byl americký jazzový zpěvák.
Jako doprovodný zpěvák se podílel například na albu Magic and Loss (1992) od Lou Reeda. Jako herec se objevil například ve filmech Chelsea Walls (2002) nebo Passion Play (2011).
Zemřel v roce 2014 ve věku 88 let.